# Bijzondere Brusselwet
De Bijzondere wet van 12 januari 1989 met betrekking tot de Brusselse Instellingen, ook wel Bijzondere Brusselwet genoemd, is een bijzondere wet die de staatshervorming regelt met betrekking tot het Brussels Hoofdstedelijk Gewest en de uitoefening van de gemeenschapsbevoegdheden binnen het grondgebied van Brussel.
Het Brusselse Gewest heeft altijd een bijzondere plaats ingenomen in het Belgische staatsbestel, vanwege zijn grote symboolwaarde en het samenleven van de verschillende gemeenschappen in één gewest.  Daarom was het moeilijker om een compromis te vinden over de Brusselse autonomie.  In 1980, bij het tot stand komen van de Bijzondere Wet op de Hervorming van de Instellingen, werd de beslissing dan ook nog wat vooruitgeschoven.  Uiteindelijk werd pas een akkoord bereikt over Brussel in 1989, met deze Bijzondere Brusselwet.
Naast het Brussels Hoofdstedelijk Gewest, dat bevoegd is voor gewestmateries, werden drie commissies opgericht voor de gemeenschapsbevoegdheden: de Vlaamse Gemeenschapscommissie, Franse Gemeenschapscommissie en Gemeenschappelijke Gemeenschapscommissie.